# Glyphoderus sterquilinus
Glyphoderus sterquilinus är en skalbaggsart som beskrevs av John Obadiah Westwood 1837. Glyphoderus sterquilinus ingår i släktet Glyphoderus och familjen bladhorningar. Inga underarter finns listade i Catalogue of Life.